# Aventurin-Quarz

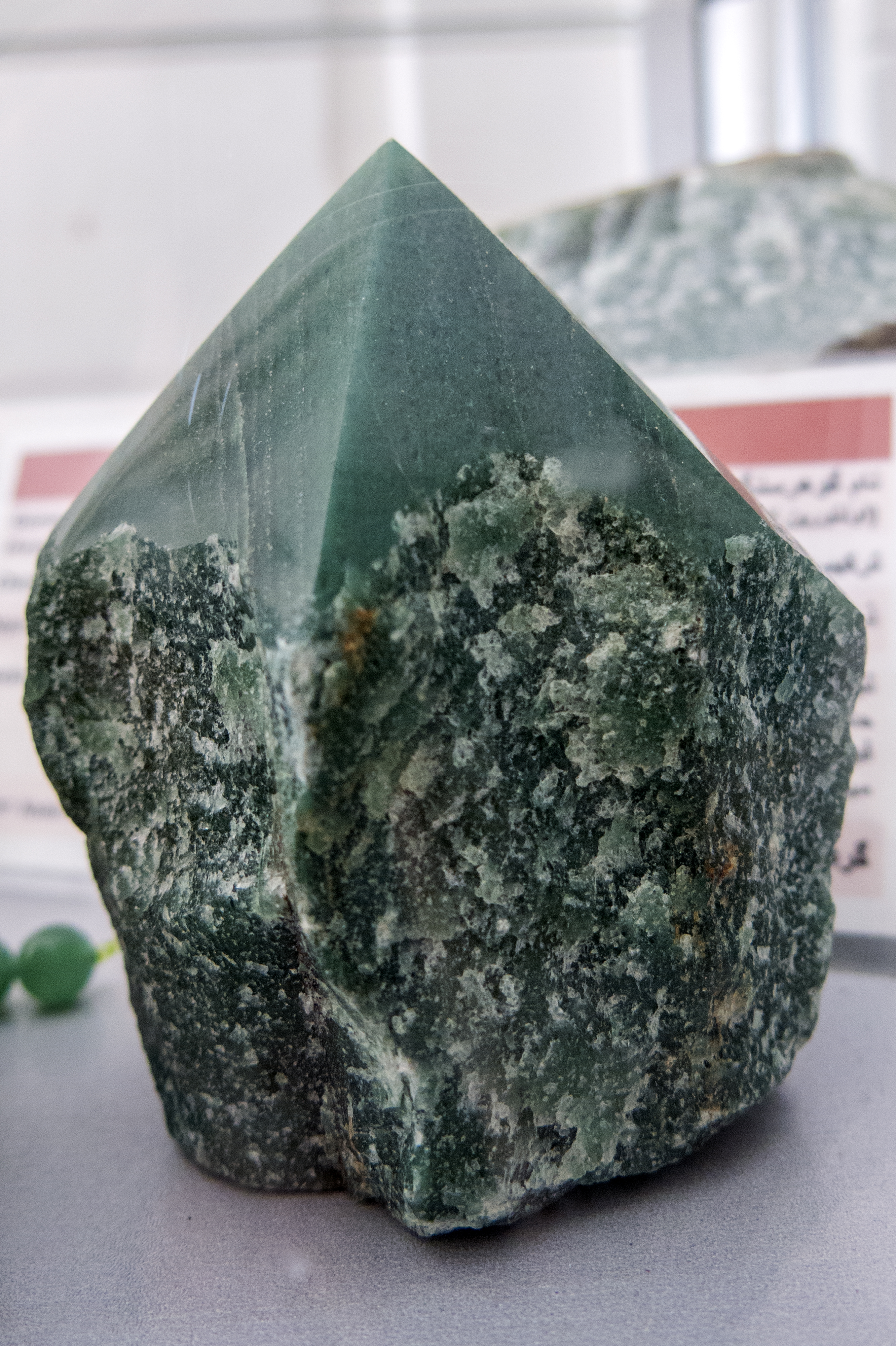
Spitze eines Aventurin-Quarzkristalls

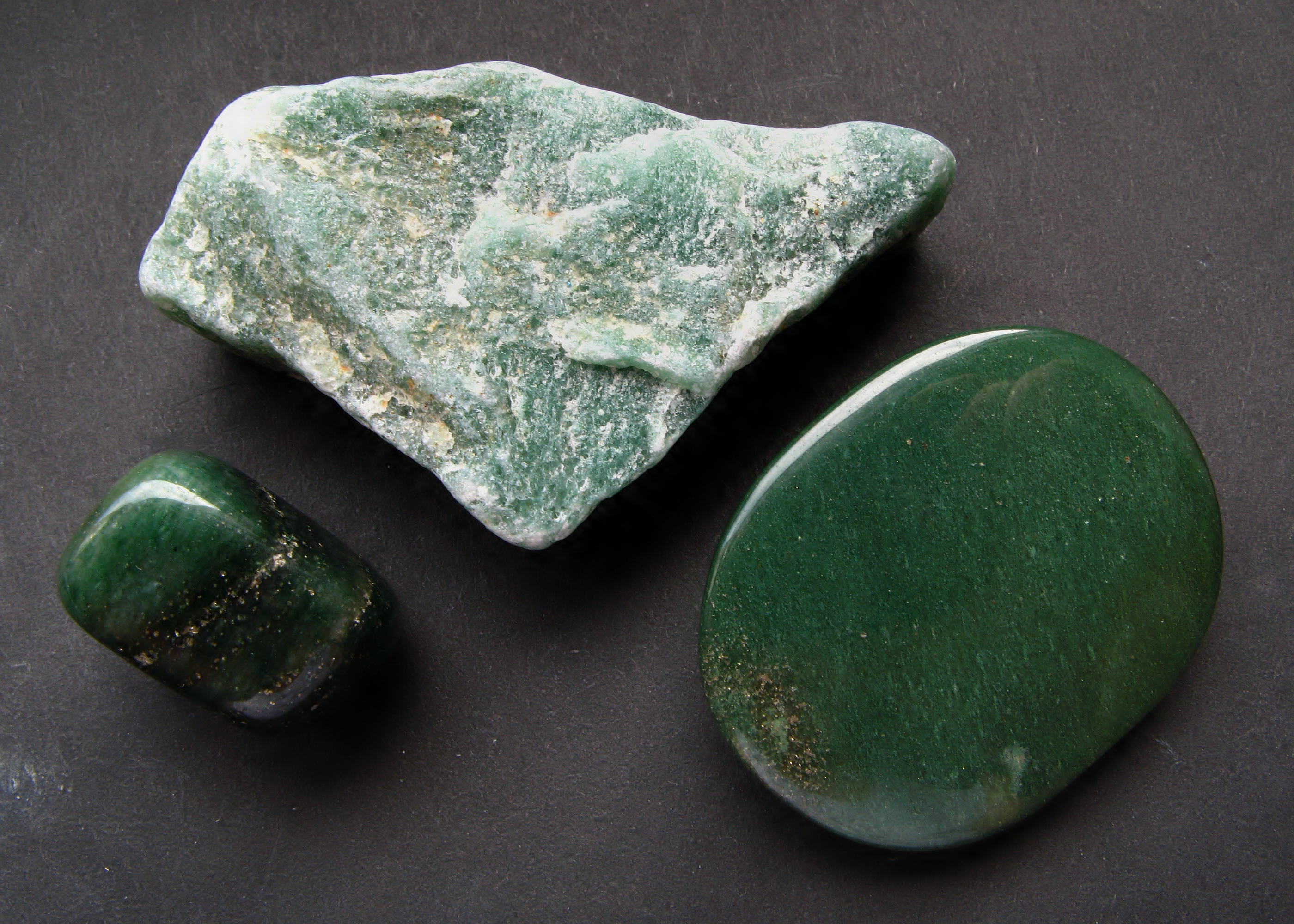
Aventurin-Quarz: oben Rohstein,
links Trommelstein, rechts Cabochon

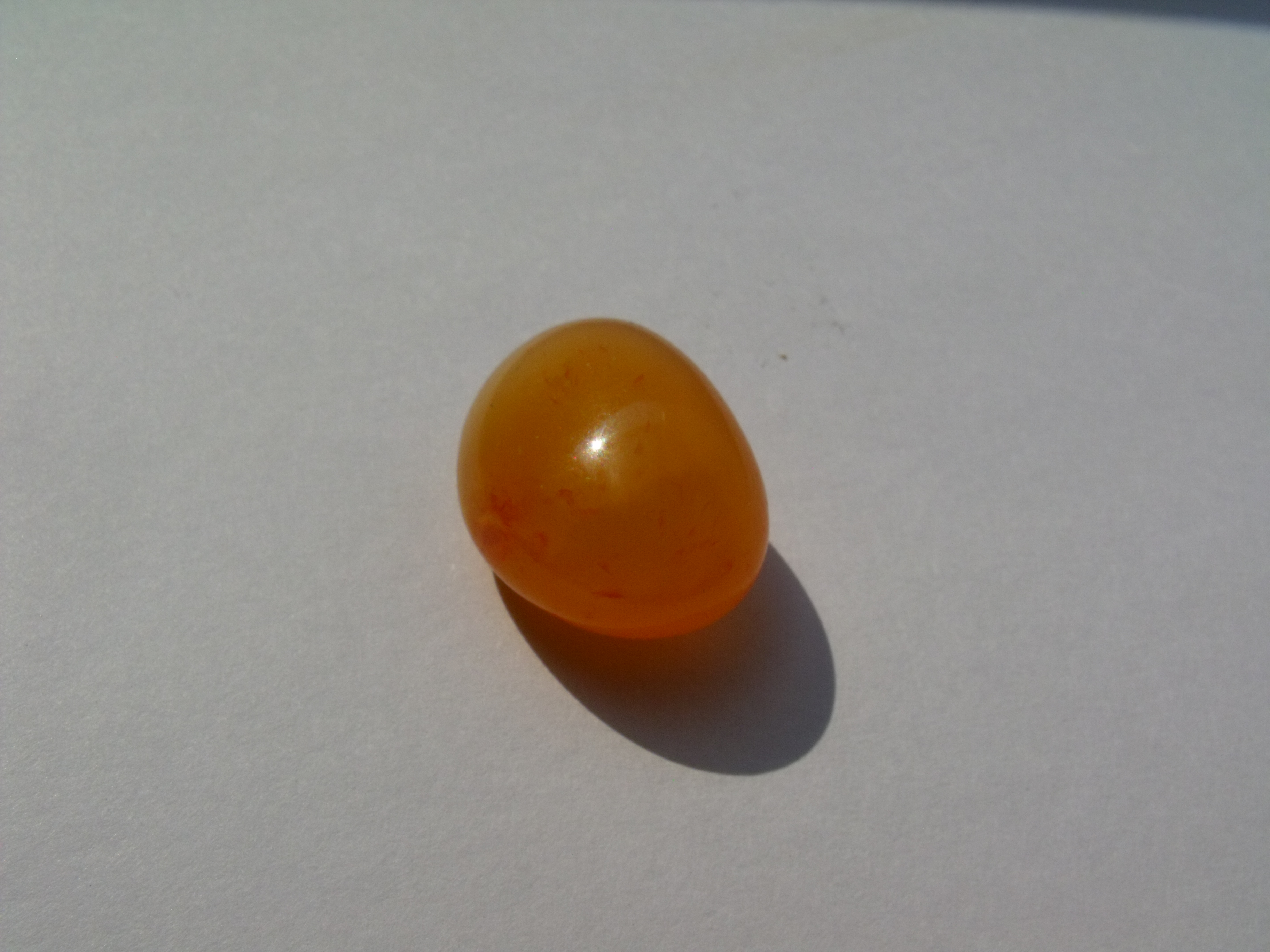
Orangefarbener Aventurin-Quarz

Aventurin-Quarz, auch Aventurinquarz, Glimmerquarz oder kurz Aventurin (Avanturin) genannt, ist eine Varietät des Minerals Quarz mit mikrokristallinen Einschlüssen von Fuchsit, Glimmer oder Hämatit, welche ein starkes Glitzern hervorrufen, das nach dieser Varietät als Aventureszenz bezeichnet wird.
Ob Aventurin-Quarz zu den Mineralen oder den Gesteinen gezählt wird, ist dabei eine Definitionsfrage. Traditionell zählt man ihn eher zu den Mineralen.

## Etymologie und Geschichte
Die Kurzbezeichnung Aventurin galt ursprünglich nur für die Quarzvarietät. Da aber eine ähnlich aussehende Varietät des Oligoklas (Feldspat) ebenfalls Aventurin genannt wurde, ist diese Bezeichnung mittlerweile irreführend. Daher wird zur Unterscheidung das Ursprungsmineral mitgenannt.
In Murano bei Venedig wurde zu Beginn des 18. Jahrhunderts zufällig (italienisch: a ventura) und auf geheim gehaltene Weise ein rotgold schimmerndes, undurchsichtiges Glas erzeugt, nach dem die später gefundene, ähnlich aussehende Quarz-Varietät benannt wurde. Das Kunstprodukt, obwohl weicher, doch von viel schönerem Ansehen als das natürliche, wurde jedoch bevorzugt.
Ende des 19. Jahrhunderts entwickelten Friedrich Wöhler und Max von Pettenkofer ein Verfahren, mit dem ähnliches Aventuringlas wie das alte venezianische hergestellt werden kann. Die Flimmer in dem durch Eisen gefärbten Glasfluss bestehen demnach aus metallischem Kupfer, welches in der geschmolzenen Masse in seinen Kristallebenen zerstreut ist. Das Kupfer wird als Kupfer(I)-oxid in den Glassatz gegeben und reduziert sich in demselben zu Metall. Das Glas wird zu unechtem Schmuck, Hemdenknöpfen, Bracelets usw. verarbeitet.
Auch durch Einwalzen von Glimmerblättchen in die Glasmasse entstehen Massen, welche dann zu Gegenständen geblasen oder gegossen werden, die gleichfalls den Namen Aventuringlas führen.
Grünes Aventuringlas wurde erstmals 1865 von dem französischen Chemiker Pelouze hergestellt und seitdem in steigenden Mengen in den französischen Fabriken zu Bijouteriewaren verarbeitet.
Hierbei erhält das Glas als wesentlichen Bestandteil einen Zusatz von Chrom (in Form von Kaliumdichromat); beim Schmelzen entsteht Chromoxid, das mit verglast wird und das Glas grün färbt, was lange bekannt ist. Der besondere Effekt wird aber dadurch erreicht, dass man mehr Chrom einführt, als verglasen kann; der Überschuss kristallisiert dann in glänzenden schwarzbraunen Kristallen und die Masse erhält dadurch ein sehr hübsches Ansehen. Bei Lackarbeiten von ähnlichem Aussehen spricht man von Aventurinlack; diese werden vor allem in Japan gefertigt.

## Farbvarietäten
- gold-roter bis braun-roter Aventurin-Quarz – Glimmer- oder Hämatit-Schüppchen; wird oft mit Aventurin-Feldspat (Sonnenstein) verwechselt
- grüner Aventurin-Quarz – eingeschlossene Fuchsit-Schüppchen
- blauer Aventurin-Quarz – eingeschlossene Krokydolith- oder Rutil-Fasern

## Bildung und Fundorte
Aventurin findet sich in größeren Massen besonders am Ural, in Deutschland dagegen nur an einigen Fundstellen bei Aschaffenburg und Johanngeorgenstadt, in Österreich bei Mariazell und auch bei Belany in Indien.

## Verwendung als Schmuckstein
Aventurin-Quarz findet fast ausschließlich Verwendung als Schmuckstein, bevorzugt bei Perlenketten, massiven Armreifen, Fingerringen, Ohrringen oder Trommelsteinen, da diese runden, Cabochon-ähnlichen Formen den schimmernden Glanz des Steins besonders hervorheben. Aber auch bei der Herstellung von kleineren und größeren Kunstgegenständen wie Vasen, Tischplatten, Dosen und anderen fand dieses Material Verwendung.
Neben Aventurin-Feldspat sind auch Jade und Nephrit dem Aventurin-Quarz optisch ähnlich und können mit diesem verwechselt werden.

## Esoterik
In der Esoterik wird Aventurin-Quarz als Heilstein verwendet. Er soll unter anderem gegen Ekzeme, Allergien, unreine Haut (Akne) und Haarausfall helfen und Augenkrankheiten lindern. Außerdem soll er die Geschmeidigkeit des Geistes fördern und innere Ruhe und Gelassenheit geben. Einen wissenschaftlichen Beleg hierfür gibt es nicht.